# Пенцикловир
Пенцикловир — лекарственное средство, обладающее противовирусным действием. Действующее вещество: 2-амино-1,9-дигидро-9-[4-гидрокси-3-(гидроксиметил)бутил]-6н-пурин-6-он.
Лекарственная форма: крем для наружного применения 1%.
Пенцикловир был одобрен для медицинского применения в 1996 году.

## Фармакологическое действие
Противовирусное средство, активно в отношении вирусов Herpes simplex (типы 1 и 2), Varicella-zoster, вируса Эпштейна-Барр и ЦМВ. Проникая в инфицированные вирусом клетки, под действием тимидиновой киназы герпесвирусов и собственных ферментов клетки превращается в биологически активную трифосфатную форму. Пенцикловира трифосфат удерживается в инфицированной клетке более 12 часов и подавляет репликацию вирусной ДНК. Не оказывает действия на неинфицированные клетки. Активен в отношении некоторых устойчивых к ацикловиру штаммов вируса Herpes simplex, имеющих измененную ДНК-полимеразу.
Пенцикловир обладает высокой специфичностью в отношении герпес–инфицированных клеток, а именно высокое сродство к тимидинкиназе. Пенцикловир быстро переходит в пенцикловира трифосфат, который эффективно блокирует репликацию вируса. PCV–TP (активный пенцикловир) блокирует воспроизведение вирусной ДНК, которая необходима для воспроизводства новых вирусных частиц. В нетронутых клетках пенцикловир остается в неактивном состоянии. Обладает низкой токсичностью. 

## Показания
Рецидивирующий простой герпес с локализацией на губах и лице.

## Противопоказания
Гиперчувствительность, детский возраст (до 16 лет).
C осторожностью
Беременность, период лактации.

## Побочные эффекты
Жжение, парестезии, онемение в месте нанесения.

## Режим дозирования
Наружно; взрослым, детям старше 16 лет наносят на высыпания с интервалом 2 часа. Лечение необходимо начинать как можно раньше (в продромальном периоде). Длительность лечения — 4 дня.
Избегать попадания препарата в глаза и на слизистые оболочки (в том числе половых органов, полости рта).